# Dorfkirche Trannroda

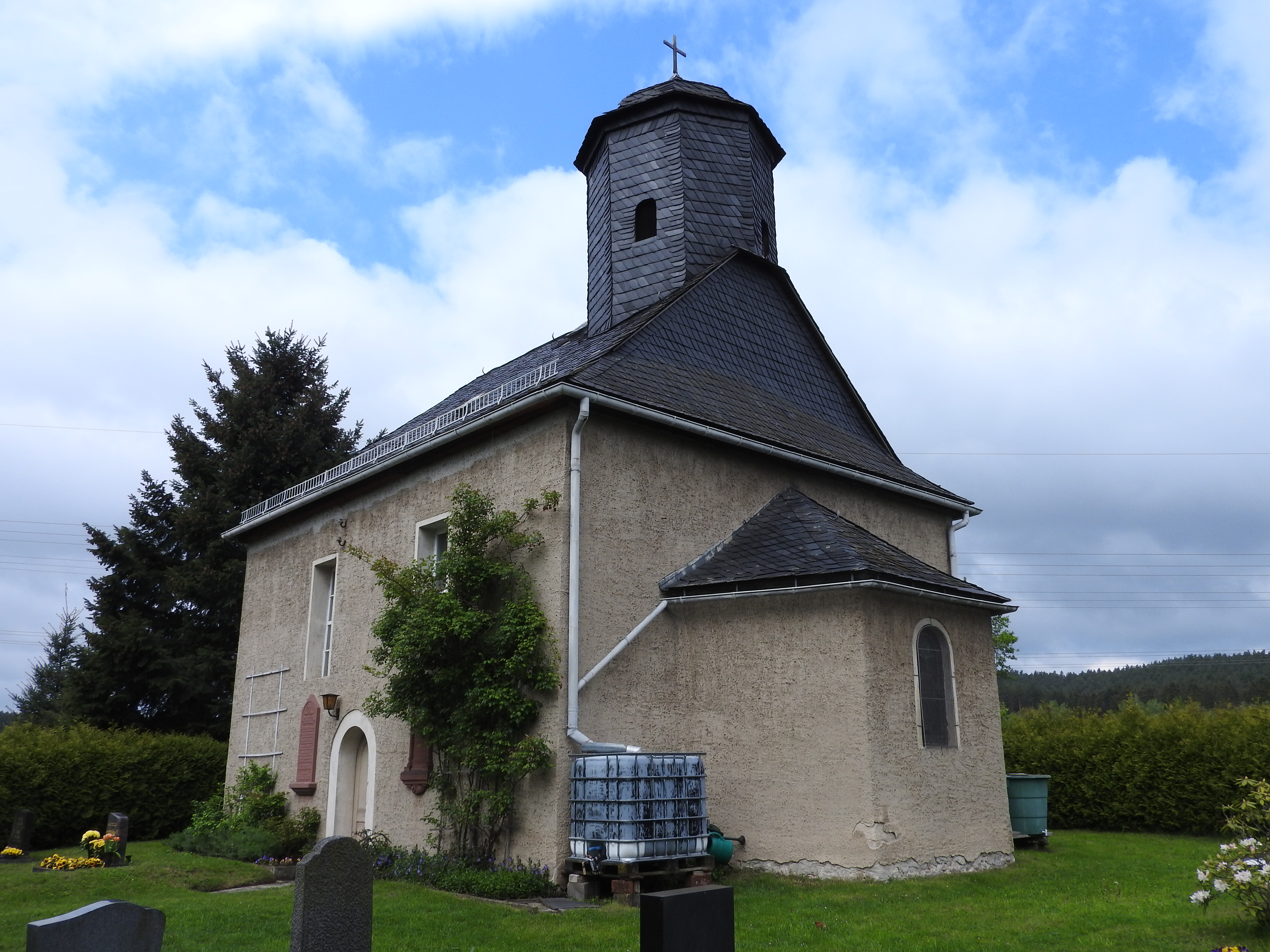
Dorfkirche Trannroda

Die denkmalgeschützte evangelisch-lutherische Dorfkirche Trannroda steht in Trannroda, einem Ortsteil der Gemeinde Krölpa im Saale-Orla-Kreis von Thüringen. Die Kirchengemeinde Trannroda gehört zum Kirchengemeindeverband Krölpa-Öpitz im Kirchenkreis Schleiz der Evangelischen Kirche in Mitteldeutschland.

## Beschreibung
1329 wird erstmals eine Kapelle erwähnt. Die heutige rechteckige Saalkirche wurde im 15. Jahrhundert vollendet. Die Bausubstanz geht auf diese romanische Kapelle zurück, die bereits eine Apsis und im Süden ein rundbogiges Portal besaß, das beibehalten wurde. Die Apsis wurde beim Bau der heutigen Kirche erneuert. Das Kirchenschiff ist mit einem schiefergedeckten Krüppelwalmdach bedeckt, aus dem sich ein achtseitiger Dachreiter erhebt, der eine Haube trägt. Im Turm hängen zwei alte Kirchenglocken aus Bronze. 
Der mit einer hölzernen Flachdecke überspannte Innenraum hat nur im Westen eine Empore, deren Brüstung aus Brettern besteht. Zur Kirchenausstattung gehören ein kleiner Altar und seitwärts von ihm eine Kanzel, die Jesus Christus und die vier Evangelisten zeigt. Ergänzt wird die Ausstattung durch ein mit Voluten verziertes Taufbecken. An der Wand hinter dem Altar befindet sich ein Bleiglasfenster, das 1885 von einem Naumburger Künstler gefertigt wurde. Eine Orgel ist nicht vorhanden; das Harmonium stammt von Schiedmayer.